# Gerald Jones (homme politique)
Pour les articles homonymes, voir Gerald Jones et Jones.
Gerald Jones (né le 21 août 1970) est un homme politique du parti travailliste gallois. Il est député de Merthyr Tydfil et Rhymney depuis 2015. 

## Carrière politique
Le déclin industriel des années 1980 et la grève des mineurs de 1984–85 conduisent Gerald, à l'âge de 14 ans, à devenir actif dans la lutte communautaire pour soutenir les mineurs. 
Il rejoint le parti travailliste en 1988 et occupe divers postes, notamment celui de président de la branche de New Tredegar et du parti travailliste de circonscription Merthyr Tydfil & Rhymney. Entre 2003 et 2015, il joue un rôle clé dans les élections générales britanniques et les campagnes électorales de l'Assemblée galloise en tant qu'agent électoral. 
Jones est élu conseiller travailliste au conseil d'arrondissement du comté de Caerphilly en 1995, représentant sa communauté d'origine de New Tredegar. Il est chef adjoint du Conseil entre 2012 et 2015, et membre du Cabinet chargé du logement, où il incite le conseil à s'engager à mettre en œuvre le programme Welsh Housing Quality Standard.   
Il est également membre du GMB et du Parti coopératif. 
Il soutient Owen Smith dans la tentative ratée de remplacer Jeremy Corbyn lors de l'élection à la direction du Parti travailliste (Royaume-Uni) en 2016. 
Jones est élu député de Merthyr Tydfil & Rhymney lors des élections générales de 2015, puis réélu aux élections de 2017 et 2019. 
Après avoir été Secrétaire parlementaire privé des équipes du gouvernement fantôme pour le Pays de Galles et la Défense, il est nommé par le leader travailliste Jeremy Corbyn en tant que ministre de l'ombre du Pays de Galles en octobre 2016 et ministre de la Défense de l'ombre en juillet 2017.

## Vie privée
Jones est né en 1970 à Phillipstown, New Tredegar: une petite communauté de l'Upper Rhymney Valley. 
Avant de devenir député, il a travaillé 15 ans dans le troisième secteur, principalement dans le développement communautaire où il soutient un grand nombre d'organismes de bienfaisance et de groupes communautaires avec des demandes de développement, de financement et de formation. 
Il est ouvertement gay et emploie son partenaire, Tyrone Powell comme son adjoint parlementaire principal. 